# (5027) Androgeo
(5027) Androgeo es un asteroide troyano de Júpiter descubierto por Carolyn Shoemaker el 21 de enero de 1988 desde el Observatorio Palomar.

## Designación y nombre
Designado provisionalmente como 1988 BX1. Fue nombrado en honor de Androgeo, caudillo griego que ayudó en el incendio de Troya. Encontró a Eneas y a otros defensores de la defensa de los troyanos. Estos y sus aliados murieron.

## Características orbitales
Androgeo está situado a una distancia media de 5,306 ua, pudiendo alejarse un máximo de 5,648 ua y acercarse un máximo de 4,964 ua. Tiene una excentricidad de 0,0644.

## Características físicas
Este asteroide tiene una magnitud absoluta de 9,7.